# 羽塚站
羽塚站（日语：／ Hatsuka eki */?）是一座位於愛知縣西尾市，名古屋鐵道平坂支線的車站（廢站）。

## 歷史
- 1914年（大正3年）10月30日 - 西尾鐵道西尾至平坂臨港之間開業，此站啟用。
- 1926年（大正15年）12月1日 - 西尾鐵道合併至愛知電氣鐵道（日语：愛知電気鉄道），西尾至港前之間的路段成為西尾線。
- 1935年（昭和10年）8月1日 - 愛知電氣鐵道與名岐鐵道合併為名古屋鐵道。同時從西尾線分拆出來，成為平坂線的車站。
- 1944年（昭和19年） - 車站暫停營業[注 1]。
- 1952年（昭和27年）10月1日 - 車站重開（在1948年，路線改名為平坂支線）。重開時已經為無人車站[1]。
- 1960年（昭和35年）3月27日 - 平坂支線廢除，此站也被廢除。

## 使用狀況
跟隨《愛知縣統計書》，以下為一年上下車人次和行李起卸量：
| 年度     | 乘車人次（人） | 下車人次（人） | 發送貨物     | 發送貨物     | 到達貨物     | 到達貨物     | 參考資料 |
| 年度     | 乘車人次（人） | 下車人次（人） | 小行李（斤） | 貨物（公噸） | 小行李（斤） | 貨物（公噸） | 參考資料 |
| -------- | -------------- | -------------- | ------------ | ------------ | ------------ | ------------ | -------- |
| 1914年度 | 152            | 197            |              |              |              |              | [ 2 ]    |
| 1915年度 | 550            | 972            |              |              |              |              | [ 3 ]    |
| 1916年度 | 613            | 1,137          |              |              |              |              | [ 4 ]    |
| 1917年度 | 790            | 1,220          |              |              |              |              | [ 5 ]    |
| 1918年度 | 945            | 1,409          |              |              |              |              | [ 6 ]    |
| 1919年度 | 1,395          | 2,149          |              |              |              |              | [ 7 ]    |
| 1920年度 | 1,815          | 2,007          |              |              |              |              | [ 8 ]    |
| 1921年度 | 1,550          | 2,061          |              |              |              |              | [ 9 ]    |

## 現況
車站遺址大約位於縣道43號「羽塚本鄉」路口附近。路線遺址建設了愛知縣道43號岡崎碧南線，車站遺址現時是道路的一部分，沒有任何痕跡。

## 相鄰車站
名古屋鐵道
西尾線（平坂支線） 
住崎－羽塚－平坂口

## 注腳